# Dvorecký rybník
Dvorecký rybník leží ve východní části obce Dvorec u Nepomuku v okrese Plzeň-jih, mezi Myslívským potokem a ulicemi s názvy Průmyslová, Tojická a Rožmitálská. Rozloha vodní plochy je 14,34 ha, jediný přítok je z Myslívského potoka na jihu a odtok na severní straně se vlévá opět do Myslívského potoka. 